# Zawrócony
Zawrócony – polski, telewizyjny komediodramat z 1994 roku w reżyserii Kazimierza Kutza. Film opowiada o człowieku przypadkowo zaplątanym w manifestacje „Solidarności”. Po aresztowaniu przez milicję bohater zmienia się. Stara się znaleźć sobie miejsce w społeczeństwie: bierze aktywny udział w budowie kościoła.

## Obsada
- Zbigniew Zamachowski – Tomasz Siwek
- Henryk Bista – naczelnik Biernacki
- Marek Kondrat – porucznik Goliński
- Stanisław Górka – dzielnicowy Albin
- Zofia Rysiówna – matka Tomka
- Leszek Zduń – górnik
- Anna Waszczyk – Fela, żona Tomka
- Magdalena Warzecha
- Piotr Urbaniak
- Monika Bolly – Jadzia
- Krzysztof Janczar – mężczyzna w kościele
- Ryszard Jabłoński – górnik
- Jerzy Głybin
- Wojciech Górniak
- Piotr Warszawski
- Tomasz Schimscheiner
- Krzysztof Gadacz
- Zbigniew Wróbel
- Piotr Beluch
- Marek Walczak
- Zdzisław Szymborski
- Jan Pyjor – mężczyzna na zabawie na wsi
- Jerzy Słonka – milicjant na zabawie na wsi
- Lech Ordon – ksiądz
- Andrzej Chyra – ksiądz
- Wojciech Skibiński – biskup
- Tadeusz Hanusek – sierżant
- Waldemar Kownacki – milicjant
- Michał Banach – milicjant
- Tomasz Jarosz
- Marek Żerański
- Marcin Kocela
- Bartosz Żukowski
- Piotr Wawer sr
- Marek Frąckowiak – milicjant w sali ze zdjęciami
- Piotr Wawrzyńczak – milicjant w sali ze zdjęciami
- Polanie – zespół
- Wincenty Maciejewski

## Nagrody

### 1994
Festiwal Polskich Filmów Fabularnych w Gdyni:
- Grand Prix (Wielka Nagroda Jury „Złote Lwy”) – Kazimierz Kutz
- Muzyka – Jan Kanty Pawluśkiewicz
- Pierwszoplanowa rola męska – Zbigniew Zamachowski

Prix Europa w Berlinie:
- Nagroda specjalna w kategorii filmu fabularnego (Prix Europa Special)[2]

### 1995
Międzynarodowy Festiwal Filmowy w Moskwie:
- Wyróżnienie FIPRESCI

Holenderski Festiwal Filmowy w Utrechcie:
- „Złoty Cielec” dla najlepszego filmu europejskiego[3]

## Pozostała ekipa filmowa
- Reżyser II – Ewa Andrzejewska, Zbigniew Gruz
- Współpraca reżyserska – Jarosław Stypa, Jerzy Bojanowski
- Dialogi – Kazimierz Kutz
- Operator kamery – Roman Suszyński
- Współpraca operatorska – Wiktor Nitkiewicz, Tomasz Gradowski, Marek Modzelewski, Jacek Kurowski, Marek Wojciechowski, Mieczysław Rychta, Emil Makowski, Zbigniew Bończyk
- Współpraca scenograficzna – Leszek Wojciech Badiak, Tomasz Kowalkowski
- Dekoracja wnętrz – Teresa Gruber
- Współpraca dekoratorska – Zdzisław Kobyliński, Mariusz Jakubisiak
- Współpraca kostiumograficzna – Anna Waszczyk, Janusz Adamiak
- Dyrygent – Jan Kanty Pawluśkiewicz
- Konsultacja muzyczna – Małgorzata Przedpełska-Bieniek
- Dźwięk – Stefan Chomnicki
- Współpraca dźwiękowa – Jacek Serowiecki
- Współpraca montażowa – Cezary Grzesiuk
- Charakteryzacja – Mirosława Wojtczak, Anna Trzepańska, Ludmiła Krawczyk
- Konsultacja ds. kolejnictwa – Henryk Gerlach
- Konsultacja kaskaderska – Krzysztof Kotowski, Jacek Ryniewicz, Władysław Kita
- Fotosy – Wiktor Nitkiewicz
- Kierownictwo produkcji – Andrzej Stempowski
- Organizacja produkcji – Paweł Bareński, Janusz B. Czech, Łukasz Rogalski, Joanna Zalewska, Marek Sobociński, Agnieszka Dragan, Joanna Garbala, Alina Polańska, Stanisława Deczkowska
- Kierownictwo budowy dekoracji – Wojciech Pawliński
- Sekretariat planu – Monika Figura
- Producent wykonawczy – Kazimierz Kajetan Kowalski (nie występuje w czołówce)
- Produkcja wykonawcza – Ikam Ltd.
- Atelier – Telewizja Polska
- Laboratorium – Telewizja Polska